# Малоурманський ботанічний заказник
Малоу́рманський зака́зник — ботанічний заказник місцевого значення в Україні. Розташований у Тернопільському районі Тернопільської області, на південь від села Урмань, в межах лісового урочища «Мала Урмань», на схилі західної експозиції. 
Площа — 19,2 га. Оголошений об'єктом природно-заповідного фонду рішенням виконавчого комітету Тернопільської обласної ради від 30 серпня 1990 року № 189. Перебуває у відані ДП «Бережанське лісомисливське господарство» (Урманське лісництво, кв. 55. вид. 2, 5, 6). 
Охороняється численна популяція барвінку малого — цінної лікарської сировини.